# بطولة كاريوكا 1974
بطولة كاريوكا 1974 هو موسم من بطولة كاريوكا. فاز فيه نادي فلامنغو.